# 3-я Отдельная кавалерийская бригада
3-я Отдельная кавалерийская бригада — кавалерийское соединение в составе российской императорской армии.
Штаб бригады: Влоцлавск. Входила в 5-й армейский корпус.

## История дивизии

### Формирование
- 1897—1914 — 3-я Отдельная кавалерийская бригада
- 1914—1918 — 2-я бригада 16-й кавалерийской дивизии

### Боевые действия
В составе Сводной кавалерийской дивизии (2-я и 3-я отдельные кавбригады) 7 августа 1914 г. прорвалась через границу у Равы-Русской, продвинулась до Каменка, и 8 августа разрушила мост через р. Буг.

## Состав бригады
- 16-й уланский Новоархангельский полк
- 17-й уланский Новомиргородский полк

## Командование бригады

### Начальники бригады
- 28.11.1897-10.02.1899 — генерал-майор фон Баумгартен, Леонтий Николаевич
- 23.02.1899-15.03.1906 — генерал-майор Вилламов, Николай Артемьевич
- 14.04.1906-03.05.1910 — генерал-майор Мезенцов, Михаил Иванович
- 29.05.1910-22.06.1912 — генерал-майор Толпыго, Антон Александрович
- 29.06.1912-29.06.1914 — генерал-майор Будберг, Анатолий Александрович
- 18.07.1914-03.09.1914 — генерал-майор Ванновский, Сергей Петрович